# سلطانة (سفينة بخارية)
سلطانة (بالإنجليزية: Sultana) كانت سفينة بخارية مغدافية انفجرت وغرقت في نهر المسيسيبي في 27 أبريل 1865، مما أدى لمقتل 1169 راكب ويظل الحادث هو الأسوء في التاريخ البحري للولايات المتحدة.